# Abbaye de Kleinburlo
L'abbaye de Kleinburlo est une ancienne abbaye cistercienne à Rosendahl, dans le Land de Rhénanie-du-Nord-Westphalie, dans le diocèse de Münster.

## Histoire
En 1351, les châtelains Konrad Strick et son épouse Haseke font un don de terres à l'abbaye de Mariengarden pour installer les membres de l'ordre de Saint-Guillaume. Dix ans plus tard, le monastère est construit à Kleinburo. En 1407, les abbayes de Kleinburo et de Großburlo se séparent, car celle de Großburlo connaît des difficultés économiques. Kleinburo devient un prieuré qui compte 22 moines. En 1447-1448, les guillemites s'en vont pour laisser place aux cisterciens de l'abbaye de Kamp.
Kleinburlo traverse des périodes de crise économique, elle est au bord de la ruine lors de la guerre de Sept Ans. La pauvreté amène à la dissolution du monastère en 1798. En raison de dettes élevées, le chapitre de la cathédrale de Munster récupère les lieux. En accord avec l'ordre cistercien, les Alexiens de Neuss peuvent venir mais ne le font pas. À la place, les trappistes louent les lieux après la sécularisation en 1803. En 1811, le gouvernement napoléonien décrète la dissolution, l'abbaye devient une propriété de l'état de Salm-Horstmar. En 1835, le comte Droste zu Vischering en prend possession.
Il reste peu de ruines de l'abbaye de Kleinburo. L'église et les bâtiments autour sont démolis. Une grande partie tombe en 1826 ; l'historien Franz Darpe établit la destruction de 1815 à 1835.
Les cloches de l'ancien monastère sont l'œuvre de Pieter van Seest, directeur de la fonderie de la ville d'Amsterdam de 1756 à 1780. Elles sont enlevées en 1804 puis remises dans l'église d'Asbeck.
En 2013, Expedition Münsterland, un projet de l'université de Münster qui s'intéresse aux lieux historiques du Münsterland, organise deux événements pour faire connaître l'abbaye « disparue » de Kleinburo. En 2015, une exposition a lieu à Rosendahl.